# كأس البرتغال 1964–65
كأس البرتغال 1964–65 هو موسم من كأس البرتغال. كان عدد الأندية المشاركة فيه 46، وفاز فيه نادي فيتوريا سيتوبال.